# Émile Bravo
Émile Bravo, född 18 september 1964 i Paris, är en fransk serieskapare och illustratör. Han är bland annat känd för sin nytolkning av Spirou, inom ramen för sidoserien Ett extraordinärt äventyr med Spirou och Nicke. Det är en dramaserie som utspelas i Belgien under andra världskriget och som belönats med ett antal franska seriepriser.

## Biografi

### Bakgrund
Émile Bravo växte upp i Paris i en familj med spanska rötter. Han debuterade som serieskapare 1988 i samband med det kollektiva serieprojektet Fighters: Objectif Peenemünde – med andra världskriget som tema – där historierna hade manus av Jacques Sorg. Två år senare arbetade han med Ivoire, en samproduktion tillsammans med Jean Regnaud.
1992 flyttade Bravo in i Atelier Nawak tillsammans med bland andra Lewis Trondheim, Christophe Blain, David Beauchard, Joann Sfar och Fabrice Tarrin. Under de kommande åren skulle han bland annat komma att arbeta med serien Aleksis Strogonov, återigen med manushjälp av Jean Regnaud; det blev tre album i denna serie om en ung soldat som gavs ut av Dargaud mellan 1993 och 1998.
Efter några år på Nawak-ateljén flyttade han och flera andra över till Atelier des Vosges, där de även blev bordsgrannar med Frédéric Boilet och Marjane Satrapi. Bravo fick nu närmare kontakt med flera av de återkommande namnen i det nya förlaget L'Association. Till skillnad från dessa utmärkte sig Bravo genom en större trogenhet till klara linjen och den klassiska barnserietraditionen efter Hergé.
1999 lanserade han på egen hand Une épatante aventure de Jules för ungdomstidningen Okapi. Fram till 2011 skulle det bli sammanlagt sex albumhistorier, alla utgivna i album av Dargaud. Det andra albumet i serien belönades 2001 med Prix René Goscinny – för årets bästa seriemanus – utdelat på Seriefestivalen i Angoulême.

### 00-talet
Under en paus i produktionen av Jules-serien författade han bilderboken Boucle d'or et les sept ours nains. Han återvände 2006 till Jules, och Dargaud passade samtidigt på att ge ut serien på nytt och i ett format som tydligare riktade sig till yngre barn. I samma veva gjorde Bravo också avslutat seriealbum för yngre barn – Ma maman est en Amérique elle a rencontré Buffalo Bill, utgivet hos Gallimard Jeunesse. För denna volym fick han motta priset Les Essentiels d'Angoulême vid den kommande seriefestivalen i Angoulême.
Bravo har fortsatt att producera böcker med barn och ungdomar som målgrupp. Sålunda har han arbetat som illustratör för ett antal ungdomsromaner i serien Le Club des baby-sitters, med manus av Ann M. Martin.
2008 gjorde han en nytolkning av den klassiska fransk-belgiska äventyrsserien Spirou. Detta skedde i och med publiceringen av Le Journal d'un ingénu (översatt till svenska som Spirou – porträtt av hjälten som oskuldsfull ung man), en historia där Spirou och Nicke placerats i den miljö där serien föddes 1938, i ett Bryssel och oroligt Europa i slutet av 1930-talet. Den här dramakomedin blev en både publik- och kritikermässig framgång och belönades med ett antal franska seriepriser.

### Senare år
Efter fem års frånvaro återvände Bravo 2011 till sin Jules-serie med en sjätte volym. Albumhistorien förpublicerades denna gång i serietidningen Spirou.
Därefter följde en längre paus på utgivningsfronten. I själva verket ägnade sig Bravo åt förberedelserna för en ambitiös fortsättning av Le Journal d'un ingénu. Målet var i Spirou ou l'espoir malgré tout (översatt till svenska som Hoppets tid) att följa Spirou och Nicke vidare genom hela andra världskriget, med deras knep för att klara vardag och livhank i ett Belgien under tysk ockupation. Serien planerades till fyra album och en total sidlängd på 330 sidor; den avslutades 2022. Historierna har förpublicerats i tidningen Spirou.

## Verk
Utgivningen listas nedan med franska originalutgåvor samt eventuella översättningar till svenska.

### Tecknade serier
- Fighters : Objectif Peenemünde, manus av Jacques Sorg, éd. Sorg 1988, ISBN 2-906794-30-9
- Ivoire, manus ihop med Jean Régnaud, éd. Magic Strip 1990 ISBN 2-8035-0183-X

- Aleksis Strogonov (Dargaud)
- Bielo (1993, ISBN 2205041029)
- Kino (1995, ISBN 2-205-04224-6)
- Tamo (1998, ISBN 2-205-04535-0)
- 2004 publicerades en samlingsutgåva i ett band (ISBN 2-205-05655-7)

- Une épatante aventure de Jules (Dargaud)

1. L'Imparfait du futur (1999, ISBN 2-205-04921-6)
2. La Réplique inattendue (2001, ISBN 2-2050-5062-1)
3. Presque enterrés (2002, ISBN 2-2050-5320-5)
4. Un départ précipité (2003, ISBN 2-205-05414-7)
5. La Question du père (2006, ISBN 2-205-05568-2}
6. Un plan sur la comète (2011, ISBN 2-205-06825-3}

- Ma maman est en Amérique, elle a rencontré Buffalo Bill, manus av Jean Régnaud, kollektionen Hors-série BD, Gallimard Jeunesse, 2007

- Le Spirou de… (Dupuis; på svenska som Ett extraordinärt äventyr med Spirou och Nicke, Cobolt)
  - Le Journal d'un ingénu (2008, ISBN 978-2-8001-4052-0)
    - Spirou – porträtt av hjälten som oskuldsfull ung man (2014, (svenska))

1. Spirou ou l'espoir malgré tout : Un mauvais départ (2018, ISBN 978-2800160986)
- Hoppets tid – första delen ("En dålig början"; 2018, (svenska))

2. Spirou ou l'espoir malgré tout : Un peu plus loin vers l'horreur (2019, ISBN 979-1034731626)
- Hoppets tid – andra delen ("Ett steg närmare undergången"; 2019, (svenska))

3. Spirou ou l'espoir malgré tout : Un départ vers la fin (2021)
- Hoppets tid – tredje delen (2021, (svenska))

4. Spirou ou l'espoir malgré tout : Une fin et un nouveau départ (planerad)
- Hoppets tid – fjärde delen (2022, (svenska))

- Le Jardin d'Emile Bravo, Éditions des Requins Marteaux, 2014

### Illustrationer

#### Samarbeten
- Le Jour des saigneurs (manus av Hubert Ben Kemoun), Nathan, 1999
- Fever – l'ultime rencontre L'arbitre fait partie intégrante du jeu, samlingshistoria, Tonkan, 2002

#### Efter eget manus
- C'était la Guerre mondiale, éd. Bréal jeunesse, 2003
- Boucle d'or et les sept ours nains, éd. Seuil jeunesse, 2004 (koll. La Bande des Petits)
- La faim des sept ours nains, éd. Seuil jeunesse, 2005 (koll. La Bande des Petits)
- Sissi la marmotte et son doudou, Albin Michel Jeunesse, 2007
- La Belle aux ours nains, éd. Seuil jeunesse, 2009 (koll. La Bande des Petits)
- Mais qui veut la peau des ours nains, éd. Seuil Jeunesse, 2012 (koll. La Bande des Petits)

## Utmärkelser
- 2001 : prix René Goscinny för La Réplique inattendu
- 2005 : prix Petit Robert på seriefestivalen Quai des Bulles
- 2008 : 
  - Les Essentiels d'Angoulême för Ma maman est en Amérique, elle a rencontré Buffalo Bill (med Jean Regnaud)
  - Prix des libraires de bande dessinée för Le Journal d'un ingénu
  - Prix Saint-Michel för bästa franskspråkiga album, för Le Journal d'un ingénu
  - Grand Prix RTL de la bande dessinée för Le Journal d'un ingénu
  - Prix Diagonale du meilleur album pour Le Journal d'un ingénu[6] ;
- 2009 : 
  - Les Essentiels d'Angoulême för Le Journal d'un ingénu
- 2012 : Max und Moritz Preis för bästa barnserie, för Boucle d'or et les sept ours nains.
- 2019 : Grand Boum-Ville de Blois[7].